# Битва при Ярмуці
Битва при Ярмуці — найбільше військове протистояння між Візантією та арабською армією Рашидунського халіфату. Битва складалася з кількох зіткнень, що тривали протягом шести днів у серпні 636 року, поблизу річки Ярмук (сучасні кордони між Сирією та Йорданією та Сирією та Ізраїлем). Результатом битви стала переконлива перемога арабів та, як результат, кінець візантійського панування в Сирії. Битва при Ярмуці вважається однією з найважливіших у військовій історії; вона також стала початком першої хвилі ісламського завоювання після смерті Мухаммеда та знаменувала початок швидкого просування ісламу на християнський Левант.
Для зупинки арабського просування в Сирії і відвоювання втрачених територій імператор Іраклій відправив потужну військову експедицію в Левант у травні 636 року. У той час, як візантійські війська наближалися, араби здійснили тактичний відхід із Сирії та згрупували всі свої сили на рівнині біля р. Ярмук, після чого завдали поразки візантійцям, які значно переважали їх у живій силі. Битва при Ярмуці вважається одним з найбільших військових успіхів Халіда ібн аль Валіда. Ця битва закріпила за ним славу одного з найвидатніших тактиків та кавалерійських командувачів у військовій історії.

## Передумови

### Візантія
Після останньої війни Візантії із Сасанідами в 610 році Іраклій став імператором Візантійської імперії, скинувши з трону Фоку. У той самий час Сасаніди перемогли Лахмідів, а у 611 році захопили Сирію, вступили в Анатолію, окупувавши Кейсарію. У 612 році Іраклію вдалося витіснити персів з Анатолії, але він зазнав остаточної поразки в 613 році, почавши великий наступ проти них у Сирії. Протягом наступного десятиліття персам вдалося підкорити Палестину та Єгипет. Тим часом Іраклій готувався до контрнаступу й перебудовував свою армію. У 622 році Іраклій нарешті почав наступ. Після вирішальних перемог над персами та їхніми союзниками на Кавказі та у Вірменії Іраклій 627 року почав зимовий наступ проти персів у Месопотамії, здобувши вирішальну перемогу в битві при Ніневії і, таким чином, поставивши під загрозу перську столицю Ктесифон. Дискредитований цією низкою поразок Хосров II був повалений і убитий внаслідок заколоту на чолі з його сином Кавадом II, який негайно почав мирні перемовини, погодившись піти з усіх окупованих територій Візантійської імперії. Іраклій повернув Животворящий Хрест у Єрусалим з величезною помпою в 629 році.

### Аравія
У той самий час політичні події стрімко розгорталися в Аравії, де Мухаммед почав проповідувати іслам і до 630 року успішно об'єднав велику частину Аравії під єдиною політичною владою. Коли Мухаммед помер у червні 632 року, Абу-Бакр був обраний халіфом і його наступником. Відразу після цього деякі арабські племена відкрито повстали проти Абу-Бакра, який розпочав проти них війну. Під час цієї війни, відомої як «Війна з віровідступниками», у 632—633 роках Абу-Бакру вдалося об'єднати Аравію під центральною владою халіфа в Медині.
Після того, як повстанці були підкорені, Абу-Бакр почав загарбницьку війну в Іраку. Під орудою його найвправнішого командувача, Халіда ібн аль-Валіда, Ірак був захоплений внаслідок серії успішних кампаній проти Сасанідських персів. Після закріплення влади в Іраку Абу-Бакр розпочав підготовку до вторгнення в Сирію в лютому 634 року. Мусульманське вторгнення в Сирію являло собою серію ретельно спланованих і добре скоординованих військових операцій, проте незабаром стала очевидною недостатня чисельність мусульманських армій, і їхні командувачі запросили підкріплення. З Іраку до Сирії було відправлено Халіда ібн аль-Валіда з підкріпленнями. У липні 634 року візантійці були розбиті у битві при Ажнадайні. Дамаск було захоплено у вересні 634 року, після чого останній важливий гарнізон візантійців було розбито у битві при Фахлі.
Абу-Бакр помер у 634 році. Його наступник, Умар, був сповнений рішучості продовжувати експансію в Сирію. Попри те, що попередні кампанії на чолі з Халідом ібн аль-Валідом були успішними, його було замінено на Абу Убайда. Убезпечивши південну Палестину, мусульманські сили продовжили наступ, взявши Тверію та Баальбек без значного спротиву та захопили Хомс на початку 636 року.

### Контрнаступ Візантії
Після захоплення Хомсу мусульмани опинилися на відстані одного маршу від Алеппо, візантійської фортеці, і Антіохії, де знаходилася резиденція Іраклія.
Серйозно занепокоєний серією невдач, Іраклій почав підготовку до контрудару з метою повернення втрачених регіонів. У 635 році Єздигерд III, імператор Персії, прагнув укласти союз із візантійським імператором. Іраклій віддав заміж за Єздигерда свою доньку (за традицією, його онучку) Манію для закріплення союзу. У той час як Іраклій готувався до серйозного наступу в Леванті, Єздигерд повинен був розпочати контрнаступ в Іраку. Проте, коли Іраклій почав свій наступ у травні 636 року, Єздигерд не зміг скоординувати свої дії з Іраклієм, ймовірно, через проблеми в уряді, і операція, яка мала стати вирішальною, не принесла очікуваного успіху.

## Битва
Результатом битви, яка тривала шість днів, стала нищівна поразка візантійської армії та захоплення мусульманами Дамаску.

## Наслідки
Новини про катастрофу деморалізували імператора Іраклія в Антіохії. Він поклав провину за поразку на себе, зокрема на свій кровозмісний шлюб з племінницею Мартіною. Він спробував би відвоювати провінцію, якби у нього були ресурси, але тепер у нього не було ні людей, ні грошей для подальшого захисту провінції. Натомість Іраклій вирушив до Антіохійського собору для участі в молебні. Після цього він скликав своїх радників до собору для вивчення ситуації. Майже одностайно вони повідомили йому, що поразка була Божою карою за гріхи його народу і його власні. Іраклій вирушив морем до Константинополя. Згідно з легендою, він вимовив останнє «прощавай» при посадці на корабель:
|  | Прощавай, прощавай, Сиріє, моя прекрасна провінціє! Тепер ти в руках невірних. Мир тобі, о Сиріє, якою прекрасною землею ти будеш для ворога! |